# Förkärla landskommun
Förkärla landskommun var en tidigare kommun i Blekinge län.

## Administrativ historik
Kommunen inrättades som landskommun i Förkärla socken i Medelstads härad i Blekinge när 1862 års kommunalförordningar trädde i kraft.
År 1888 bröts ett område ut för att gå till då nybildade Hasslö och Aspö landskommun. Vid den landsomfattande kommunreformen 1952 uppgick denna landskommun i Listerby landskommun som uppgick 1967 i Ronneby stad som 1971 ombildades till Ronneby kommun.
Området tillhör sedan 1971 Ronneby kommun.